# Калмакларово (Ишимбайский район)
Калмакла́рово (баш. Ҡалмактар) — вымершая деревня Макаровского района БАССР (на территории современного Ишимбайского района Республики Башкортостан).

## Географическое положение
Калмакларово было расположено при р. Зиган, в 35 верстах (37,34 км) от центра уезда — города Стерлитамака, в 20 верстах (21,34 км) от волостного центра — села Макарово.
После 1914 года на реке Зиган образовался выселок деревни Староарметово под названием (1926) Старо-Арметева (Калмак) (сейчас Калмаково), где проживали татары. На башкирском языке имеет второе название — баш. Ҡалмаҡлар, повторяющее название соседней исчезнувшей деревни.
Также в Ишимбайском районе на реке Зиган стоит еще деревня Калмаково — под таким именем учитывалась известная с 18 века деревня Ишимово (в 1926 году — деревня тептярей Ишимова).

## История
Деревня безземельных башкир. В XVIII веке относилась к тюбе Кармыш. К 1926 году входила в Макаровскую волость Стерлитамакского уезда Стерлитамакского кантона.
Название Калмакларово от этнонима баш. Ҡалмаҡ «калмык», и, также Калмаково, Калмыково, Калмакулово, гора Калмак караулы (Калмыцкий караул) свидетельствует о контактах калмыков и башкир. В конце XVIII в. имело другое название — Сулейманово.
18 жителей были пугачевцами.

## Население
В конце XVIII века жили 103 человека в 15 дворах. По X ревизии в 24 дворах 127 жителей. Спустя 26 лет дворов 10, в них жили 113 башкир. В 1839 г. на 19 дворах проживали 113 человек, им принадлежало 90 лошадей, 90 коров, 80 овец, 35 коз, 20 ульев. В 1920 г. в деревне проживало 136 человек (64 мужчины, 72 женщины) в 33 дворах. В 1925 году было 11 дворов.